# Moulay Brahim (ville)
Pour les articles homonymes, voir Brahim (homonymie) et Moulay Brahim.
Moulay Brahim est une ville du Maroc ainsi que le centre urbain de la commune rurale du même nom, dans la province d'Al Haouz, au sein de la région de Marrakech-Safi, au Maroc.

## Géographie
Moulay Brahim a été fondée sur un éperon rocheux surplombant la vallée de la Ghighaya, dont le lit se situe 200 mètres en contrebas. Cet éperon forme l'extrémité orientale du plateau du Kik, un plateau d'une altitude moyenne de 1 300 mètres, s'étendant entre les vallées de la Ghighaya à l'ouest et du Nfiss à l'ouest.

## Historique
La zaouïa du soufi Moulay Brahim a été fondée en 1628 pendant le règne de sultan Zidan Abu Maali dans le village de Kik, rebaptisé depuis Moulay Brahim, situé à quelques kilomètres à l'ouest de Tameslouht.

## Démographie
La ville de Moulay Brahim a connu, de 1994 à 2004, une hausse de population, passant de 3 131 à 3 273 habitants. En 2014, la population était en légère baisse, s'établissant à 3 115 habitants.

## Culture
À Moulay Brahim se tient la deuxième partie d'un moussem très important pour les gnaouas, commencé le même jour à Tameslouht.
Même pendant le restant de l'année, le mausolée de Moulay Brahim est un lieu de visite populaire auprès de nombreuses femmes venues de toute la région du Haouz. Les célibataires viennent y demander une aide pour trouver un fiancé et celles qui peinent à enfanter viennent demander une intervention du saint pour retrouver la fertilité.